# Anchinia daphnella
Anchinia daphnella — вид метеликів родини плоских молей (Depressariidae).

## Поширення
Вид поширений на більшій частині Європи та Північній Азії на східо до Китаю. Присутній у фауні України.

## Опис
Розмах крил становить 23-26 мм. Його крила усіяні коричневим, жовтим і фіолетовим кольорами.

## Спосіб життя
Метелики літають у червні-липні. Личинки живляться листям вовчого лика (Daphne mezereum).